# Mary Kiani
Mary Kiani (* 1969 in Drumchapel, Glasgow) ist eine schottische Sängerin, die ihre ersten Hits in den frühen 1990er Jahren als Stimme der Eurodance-Band The Time Frequency hatte. 

## Biografie
Real Love war ihr einziger Top-10-Hit in Großbritannien, der im November 1993 Platz acht erreichte. 
Mary unterschrieb danach einen Solovertrag bei Mercury Records und wurde eine der besten Sängerinnen der Tanzklubszene, man nannte sie 'Königin der Klubs' ('Queen of Clubs'). Sie führte zahlreiche Club-Charts an und ihre Solo-Singles schafften es alle in die Popcharts. Ihr Album Long Hard Funky Dreams enttäuschte aber die Erwartungen in den Verkaufsquoten.
Dann verschwand Mary für eine Weile von der Bühne. Sie trat lediglich mit der rein australischen Veröffentlichung Wrap You Up im Jahre 1999 in Erscheinung. Und sie trug den Titel No Frills Love zu einigen Dance-Compilations (zum Beispiel Gayfest 2003) bei.
Mary ist eine beliebte Sängerin in der Schwulenclub-Szene. Ende der 90er eröffnete sie in der Clyde Street in Glasgow den Nachtclub 'Slave'. Wegen des Namens Slave, also Sklave, wurde der Club in den Medien zu einem S&M-Klub gemacht, aber der Club war ein normaler Nachtclub und der Name eine Reminiszenz an ihr Idol Prince.
Sie scheiterte mit dem Club wegen der Medien und wegen der Lage in der Clyde Street, die am Fluss entlang verläuft und zu der Zeit in einer heruntergekommenen Gegend lag.
Für September 2006 war eine Promotion-Tour in Australien für das dort zu veröffentlichende Album The Sydney Sessions vorgesehen.

## Diskografie

### Alben
- 1997: Long Hard Funky Dreams
- 2011: Little Things Mean A Lot

### Singles
| Jahr | Titel                                                   | Höchstplatzierung, Gesamtwochen, AuszeichnungChartsChartplatzierungen (Jahr, Titel, Platzierungen, Wochen, Auszeichnungen, Anmerkungen) | Anmerkungen   |
| Jahr | Titel                                                   | UK | Anmerkungen   |
| ---- | ------------------------------------------------------- | --- | ------------- |
| 1995 | When I Call Your Name Long Hard Funky Dreams            | UK18 (4 Wo.)UK |               |
| 1995 | I Give It All To You / I Imagine Long Hard Funky Dreams | UK35 (4 Wo.)UK |               |
| 1996 | Let the Music Play Long Hard Funky Dreams               | UK19 (3 Wo.)UK | Shannon-Cover |
| 1996 | 100% Long Hard Funky Dreams                             | UK23 (3 Wo.)UK |               |
| 1997 | With or Without You Long Hard Funky Dreams              | UK46 (2 Wo.)UK | U2-Cover      |